# Monstrul din pivniță
Monstrul din pivniță (titlu original: Cellar Dweller) este un film american direct pe video de groază din 1988 regizat de John Carl Buechler. Rolurile principale au fost interpretate de actorii Debrah Farentino și Brian Robbins. 

## Prezentare
Colin Childress (Jeffrey Combs), un artist de benzi desenate de mare succes care se inspiră dintr-o carte mistică cu desene oribile, invocă fără să vrea un spirit malefic în studioul său de la subsol. Decenii mai târziu, casa sa a devenit un mic institut de artă condus de severa doamnă Briggs (Yvonne De Carlo). Într-o noapte, simpatica studentă Whitney Taylor (Debrah Farentino) apucă cutiile sigilate din pivniță și eliberează forțele supranaturale prinse acolo.

## Distribuție
- Debrah Farentino - Whitney Taylor (ca Debrah Mullowney)
- Brian Robbins - Phillip Lemley
- Vince Edwards - Norman Meshelski
- Cheryl-Ann Wilson - Lisa
- Jeffrey Combs - Colin Childress
- Pamela Bellwood - Amanda
- Yvonne De Carlo - Mrs. Briggs